# Terniwka (rejon krzyworoski)
Terniwka (ukr. Тернівка) – wieś na Ukrainie, w obwodzie dniepropetrowskim, w rejonie krzyworoskim, w hromadzie Łozuwatka. W 2001 liczyła 149 mieszkańców.